# اسپون اسپورتس
اسپون اسپورتس (انگلیسی: Spoon Sports) شرکت خودروسازی ژاپنی است، که در سال ۱۹۸۸ تأسیس شد.